# Philicorda

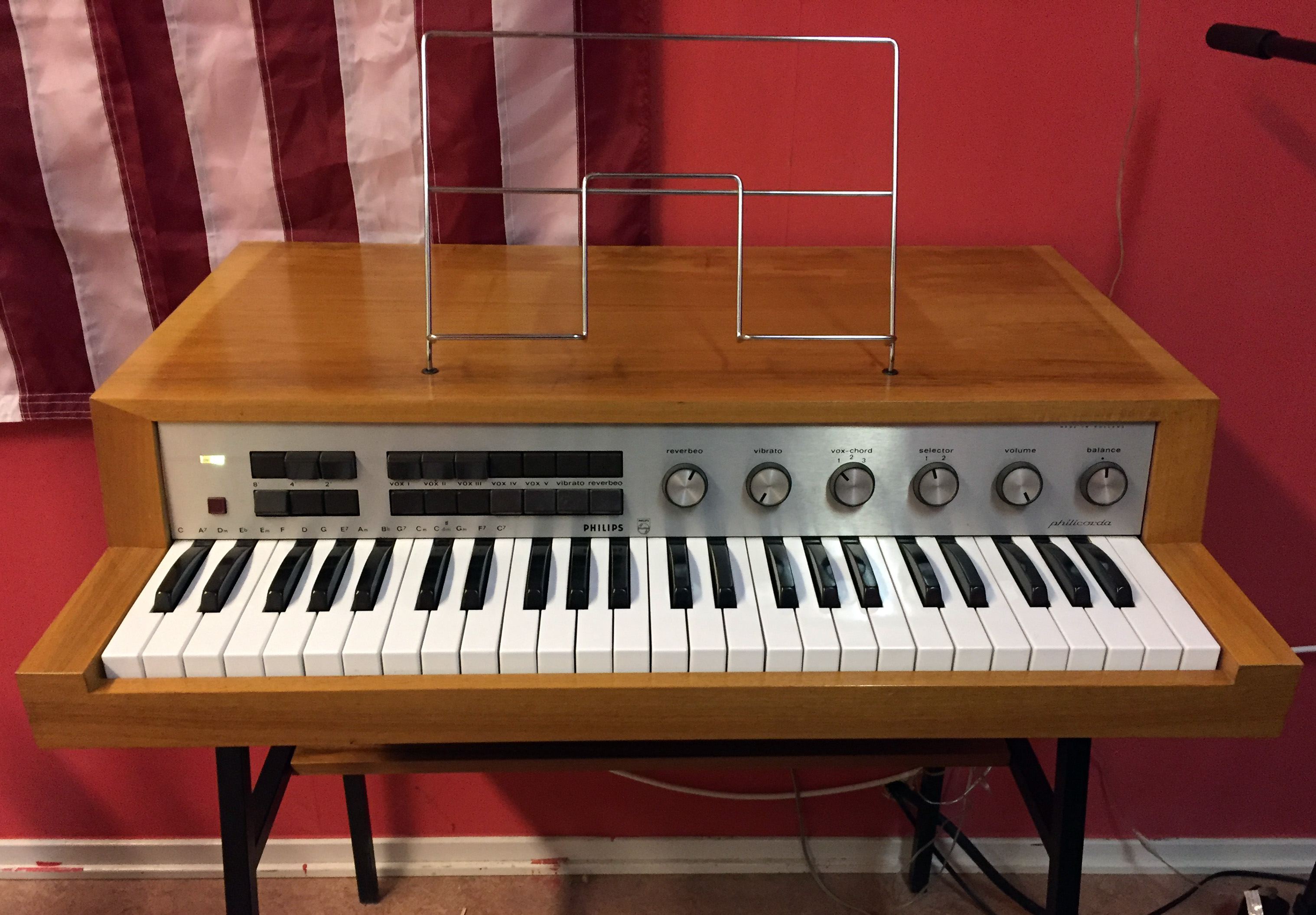
1967 Philicorda 22GM751

Philicorda is een elektronisch orgel, ontworpen en gebouwd door Philips in Eindhoven en in de jaren 1960 gepatenteerd.
In de jaren zestig bracht Philips' Gloeilampenfabrieken in Eindhoven een van de eerste elektronische huisorgels voor de massamarkt uit onder de merknaam Philicorda. Philips bezat al snel een marktaandeel van meer dan zestig procent met dit instrument. Het orgel werd ontwikkeld in het Philips Natuurkundig Laboratorium in Eindhoven waar al eerder aan elektronische instrumenten werd gewerkt. In 1961 werd daar het prototype AG7400 van de Philicorda gebouwd.

## Modellen vanaf 1960
In 1961 verscheen de AG7400 als prototype. Het bezat één manuaal met vier octaven, een zwelpedaal, drie registers en een eenvingerakkoordautomaat, diverse in- en uitgangen, maar geen eigen versterker.
Begin 1963 verschenen voor de thuismarkt het type AG7500/00, de AG7500/11 met Engelstalige opschriften en de AG7500/22 met Duitstalige opschriften. Aan de onderkant was een aparte buizenversterker met luidsprekers, de AG7600, bevestigd. In 1965 ging Philips over op de 750-serie. Deze modellen bezaten naast de vier draairegelaars ook draaiknoppen voor reverbeo en vibrato. De versterker werd aan het chassis bevestigd. 
In 1967 kwam de GM751 uit in de varianten GM751/00 (Nederlandstalig), GM751/11 (Engelstalig) en GM751/22 (Duitstalig) met transistoren, maar buizen voor de versterker. De GM752 met een licht gewijzigd uiterlijk en wipschakelaars verscheen eind 1967. Daarna kwam de 753 als laatste van dit ontwerp op de markt voor optredens, maar zonder versterker. 
Hoewel er lichte klankverschillen in de series 7500 tot en met 753 zijn, behield de Philicorda de typisch warme klank door gebruik van de koudekathoderelaisbuizen. Het bereik van de Philicorda omvat 4 octaven (49 toetsen) met stappen van 8’/4’/2’. De registers Vox I t/m V kunnen via de effectregelaars vibrato, Hall/reverbeo, versterking, balans en combinatie hiervan (tussen akkoordenautomaat en normaal manueel) worden geregeld. Met een externe pedaal kan het volume worden fijngeregeld.

### Eenvingerakkoordautomaat
Het Philicordaorgel geldt als de oermoeder van alle eenvingerakkoordautomaten. Het systeem is internationaal door bijna alle toetsenbordfabrikanten overgenomen. Bij de Philicorda-automaat hebben akkoorden individuele toetsen, dat wil zeggen: het indrukken van de "Gis" klinkt een E7-akkoord en met 'A', een A-mineurakkoord. Elke Philicorda heeft een totaal van 17 voorgeprogrammeerde akkoorden (C – A7 – Dm – Eb – Em – F – D – G – E7 – Am – B – G7 – Cm – H9 – Gm – F7 – C7), waarbij de toetsenplaatsing in de ontwikkeling van de AG7500 tot GM753 is gewijzigd.

### Licentie
Aan het eind van de jaren zestig werd in de Verenigde Staten de Philicorda 753 gedistribueerd door de orgelfabrikant Penncrest en was leverbaar als draagbaar koffermodel met opklapbaar toetsenbord in blauw of zwart, in tegenstelling tot de in Europa gebruikelijke in houtstructuur afgewerkte modellen.

## Modellen vanaf 1970
Begin jaren zeventig werd van het Philicordiaontwerp afgeweken door het plaatsen van de luidsprekers aan de onderkant van het orgel, een gewijzigde akkoordenplaatsing en schuifregelaars in plaats van de draaiknoppen, terwijl de klank vrijwel onveranderd bleef. Dit werd de GM754-serie. Vlak hiervoor probeerde Philips de 760-serie met twee manualen te introduceren. De eerste hiervan was de GM760, die niets anders was dan een uit twee GM754’s samengesteld orgel, zodat de oude serie kon worden opgebruikt. Hierna volgde in 1972 de GM761, gelijk aan de GM760, maar dan met een cassetterecorder uitgerust, waardoor het orgelspel kon worden opgenomen. De voor rond 1975 geplande GM755 kwam nooit uit, doordat rond die tijd de Italiaanse en Japanse keyboards op de markt kwamen. Eind jaren zeventig trachtte Philips nog vaste voet te krijgen op de internationale huisorgelmarkt met de "PhilicordaRhythm"-Serie met twee manualen, die uit de modellen GM758 en GM762 bestond. Bij deze modellen werden optische wijzigingen doorgevoerd, zoals het verwijderen van de luidsprekerlamellen en de metalen oppervlakken rond de bedieningselementen. De modellen hebben een geluidengenerator en slagwerk dat door voorgeprogrammeerde ritmen door een sequencer gestuurd wordt. Tevens zijn geluidssterkte en tempo instelbaar en zijn start en synchrostart mogelijk. Er zijn modellen uit deze serie, die zonder akkoordenautomaat zijn uitgevoerd. Na deze modellen staakte Philips de productie van orgels.

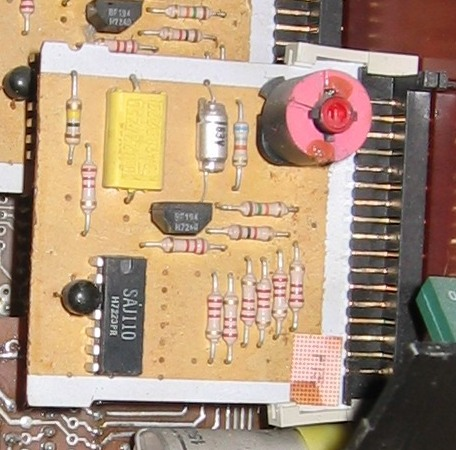
Toongenerator en frequentiedeler SAJ110 in de Philicorda GM760

## Toonopwekking
De modellen met transistortechniek beschikten over 12 stembare toongeneratoren of modules, die elk één toon voortbrengen als de hoogste toon in de hoogste octaaf. Voor elke voorafgaande octaaf worden de tonen gehalveerd door een geïntegreerde schakeling (IC) die als frequentiedeler werkt. Vroegere modellen bezaten speciale oscillatoren die gebaseerd waren op de Hartleyschakeling en later werden vervangen door discrete schakelingen. De modulatiefrequentie van de vibrato heeft een vaste frequentie en kan alleen met een schuifpotentiometer in diepte worden gewijzigd.

## Philicordaspelers
- Bert van den Brink [4]
- Feike Asma (promotieplaat)[5]
- Sid Hamilton
- The Honolulu String